# Mestre Pastinha
Mestre Pastinha, all'anagrafe Vicente Ferreira Pastinha (Salvador, 5 aprile 1889 – Salvador, 13 novembre 1981), è stato un artista marziale brasiliano.
Fondatore della prima scuola di capoeira Angola.

## Biografia

### Infanzia ed esordi nella capoeira
Nato in una famiglia povera, padre immigrato spagnolo venditore ambulante e madre bahiana di colore, iniziò a praticare la capoeira all'età di 8 anni con un africano di nome Benedito, che gliela insegnò come forma di autodifesa dal bullismo di ragazzi più grandi. Da ragazzino compì modesti studi artistici e più tardi cercò anche sostentamento economico nella vendita dei suoi quadri. Successivamente prestò servizio in Marina fino al 1910. Iniziò quindi una serie di lavori umili ed aprì la sua prima scuola di capoeira in Campo da Pólvora.
Divenne un combattente molto noto e rispettato, malgrado fosse di corporatura magra e piuttosto minuta. I tempi erano turbolenti ed anche gli scontri con la corrotta polizia locale frequenti. Pastinha disse che usava girare con un falcetto da applicare al berimbau per autodifesa in caso le rodas volgessero in vere e proprie risse da strada.

### La capoeira Angola
Durante gli anni trenta la capoeira che rimaneva più agganciata alla tradizione cominciò a venir chiamata capoeira de Angola, in opposizione alla capoeira Regional sviluppata da Mestre Bimba. Dove questa prediligeva movimenti rapidi e alti, privilegiando l'aspetto marziale, gli angoleiri estremizzarono i movimenti lenti e bassi e rafforzarono l'insegnamento dei canti e dell'uso degli strumenti.
I mestres che si opponevano alle innovazioni della Regional tenevano regolarmente rodas in un'area chiamata Gengibirra, abitata in prevalenza da gente di colore subito a nord del centro della città. Il gruppo era guidato da mestre Amorzinho, una guardia municipale, il che agevolò probabilmente i rapporti con le forze dell'ordine e diede un'aura di rispettabilità al gruppo di mestres, che storicamente viene ritenuto il primo gruppo angoleiro.
Pastinha affermava di essersi praticamente ritirato dalla capoeira dal 1912 al 1940. Alcuni autori successivi affermano invece che in quegli anni la insegnò, ma non portano prove certe. Secondo il racconto di Pastinha, nel 1941 Aberrê, un praticante molto conosciuto che era stato suo allievo, lo invitò con insistenza a partecipare ad una delle rodas domenicali a Gengibirra. Vi si recò infine il 23 febbraio 1941 e qui Amorzinho gli chiese di prendersi carico del movimento.
Fu così che nel 1942 Pastinha fondò la prima scuola di Angola, il Centro Esportivo de Capoeira Angola in largo Pelourinho 19. La divisa (pantaloni neri e maglietta gialla) aveva i colori della sua squadra di calcio preferita, l'Ypiranga Clube.

### La vecchiaia
Pastinha per tutta la vita si mantenne con una serie di lavori anche umili, come il lustrascarpe. Fece il sarto, il sorvegliante in una casa da gioco e il lavoratore portuale, pur di poter continuare ad essere fondamentalmente un angoleiro.
Con il peggiorare delle condizioni di salute la sua scuola finì in brutte acque. Fu colpito da un edema cerebrale nel 1979. Vecchio, malato e ormai quasi cieco, gli fu chiesto dalle autorità di abbandonare i locali affinché venissero sistemati. Ma gli spazi non gli vennero mai restituiti. Giocò la sua ultima roda a 92 anni compiuti, il 12 aprile 1981 e morì pochi mesi dopo, abbandonato in un ospizio municipale.
I maestri suoi allievi a lui più legati e considerati i suoi diretti discendenti sono João Grande e João Pequeno.

## Opere
- Mestre Pastinha, Capoeira Angola, 1964, Escola Gráfica Nossa Senhora de Loreto.